# Rossana Ordóñez
Rosana Ordóñez (Lima; 12 de febrero de 1951-Caracas; 1 de agosto de 2021) fue una periodista venezolana. Entre otros medios, trabajó en  El Nacional, Radio Caracas Televisión (RCTV) y Venezolana de Televisión (VTV) y se desempeñó tanto como secretaria general del Colegio Nacional de Periodistas, seccional Caracas, y del Instituto de Previsión Social del Periodista (IPSP).

## Carrera
Ordóñez obtuvo un doctorado en ciencias políticas. Fue reportera de El Nacional; en los años ochenta trabajó en el programa de televisión «Lo de Hoy es Noticia» en el canal Radio Caracas Televisión (RCTV), fue locutora en GRD Nueva York, se desempeñó como editora internacional y trabajó como profesora en la Universidad Santa María de Caracas. Posteriormente dirigió las revistas Bohemia y Momento. También se desempeñó como secretaria general del Colegio Nacional de Periodistas, seccional Caracas, y del Instituto de Previsión Social del Periodista (IPSP).
Durante la presidencia de Ramón J. Velásquez fue directora de la Oficina Central de Información del Gobierno venezolano
En 2021, los medios de comunicación y colegas de Rossana empezaron una campaña para recaudar fondos para poder costear un tratamiento para problemas de páncreas, renales y de hígado que tenía. El 1 de agosto de 2021 la secretaria del Colegio Nacional de Periodistas, Delvalle Canelón, confirmó el fallecimiento de Ordóñez.
Falleció víctima de un cáncer de páncreas a los setenta años de edad.